# Spirorbis obliquiannulatus
Spirorbis obliquiannulatus är en ringmaskart som beskrevs av Belokrys 1984. Spirorbis obliquiannulatus ingår i släktet Spirorbis och familjen Serpulidae. Inga underarter finns listade i Catalogue of Life.